# Frederico Rodrigues Santos
Frederico Rodrigues Santos, conegut com a Fred, (Belo Horizonte, 5 de març de 1993) és un futbolista brasiler que juga com a migcampista ofensiu amb el Fenerbahçe SK turc.